# 2388 Газе
2388 Ґазе (2388 Gase) — астероїд головного поясу, відкритий 13 березня 1977 року.
Тіссеранів параметр щодо Юпітера — 3,473.